# Alberto Saavedra Brazo
Alberto Saavedra Brazo (Sevilla, 15 de noviembre de 1971) es un exfutbolista español que se desempeñaba como centrocampista.

## Clubes
| Club             | País   | Año       |
| ---------------- | ------ | --------- |
| Écija Balompié   | España | 1995-1997 |
| Villarreal C. F. | España | 1997-1999 |
| Córdoba C. F.    | España | 1999-2000 |
| Levante U. D.    | España | 2000-2003 |